# میتسوبیشی ۳ام‌تی۵
میتسوبیشی ۳ام‌تی۵ (به انگلیسی: Mitsubishi 3MT5) یک هواپیمای ساختِ کارخانهٔ میتسوبیشی در کشور ژاپن است. نخستین استفاده‌کنندهٔ این هواپیما نیروی دریایی امپراتوری ژاپن بوده‌است. این هواپیما برای نخستین بار در ۱۹ اکتبر ۱۹۳۲ میلادی مورد استفاده قرار گرفت.